# Omberg
Omberg (  PRONÚNCIA) é uma montanha do tipo horst na província histórica da Östergötland na Suécia.
Tem uma extensão de 10 km e uma largura de 3 km. O seu ponto mais alto em Hjässan tem 264 metros.

Está localizada junto ao lago Vättern, descendo abruptamente sobre as águas do lago.
Proporciona belas vistas de grandes paisagens, não só do grande lago Vättern como também da reserva natural do lago Tåkern e da planície da Östergötland (Östgötaslätten). 

Na sua proximidade estão pontos turísticos como o convento de Alvastra, a pedra de Rök e o lago Tåkern.
Uns 2/3 da sua superfície constituem um parque real (kronopark) com floresta de faias, carvalhos gigantes, abetos centenários e orquídeas em pântanos de calcário.

Omberg é acessivel pela estrada nacional 50, ligando Motala a Ödeshög, onde passa a estrada europeia E4 (Estocolmo-Helsingborg).

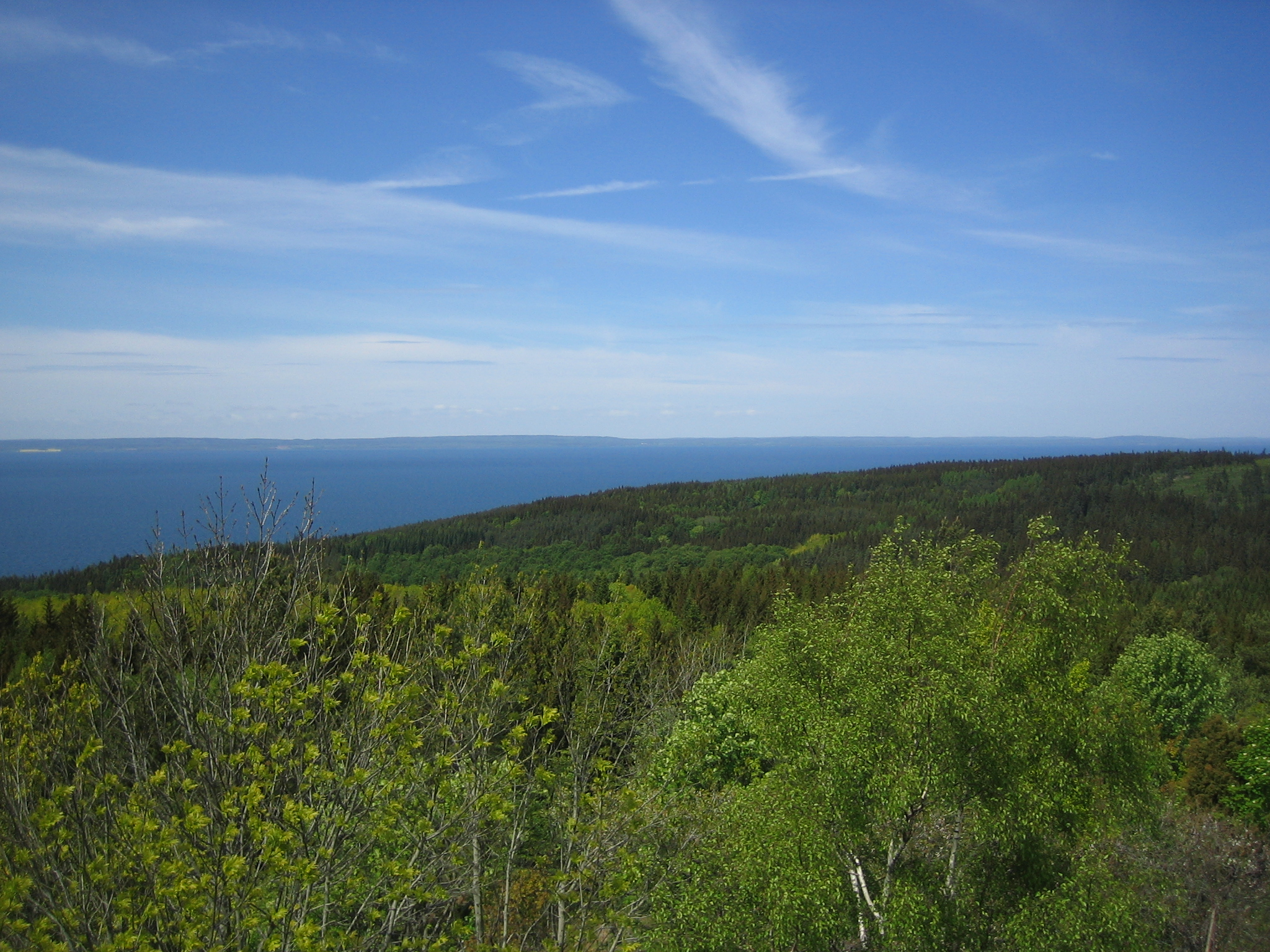
Paisagem de Omberg
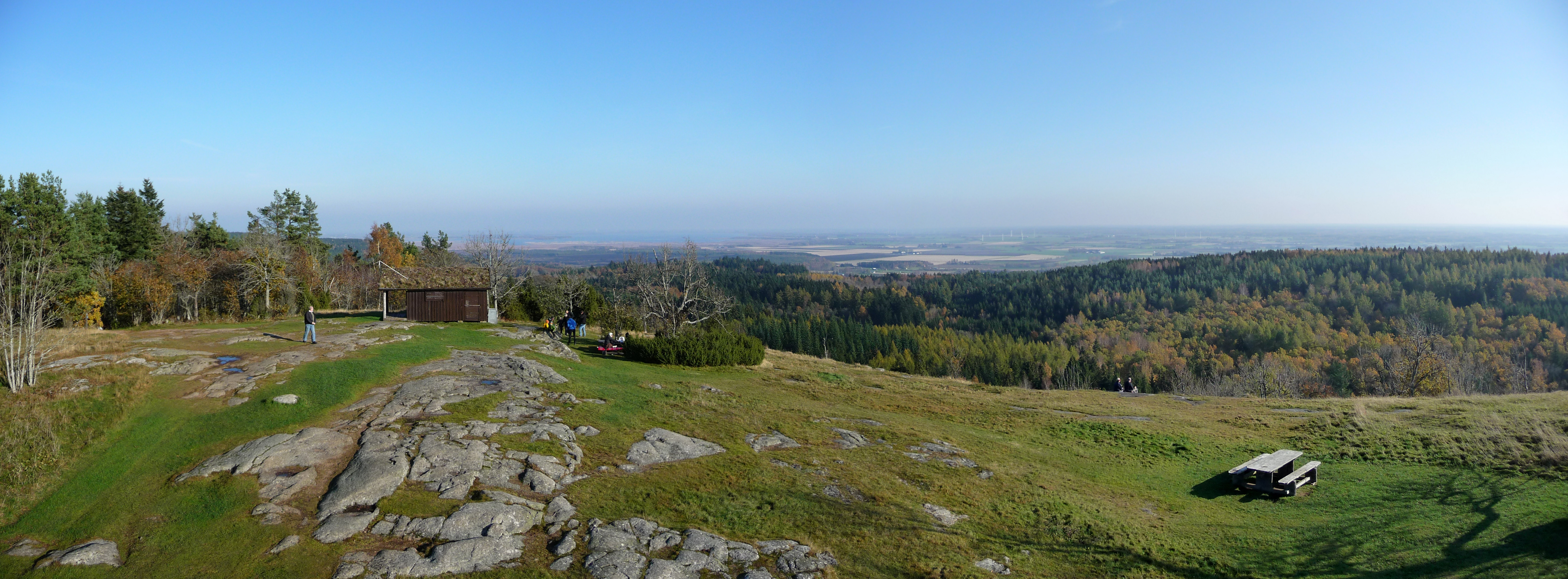
Vista de Hjässan em 2011